# Wikłacz rdzawogłowy
Wikłacz rdzawogłowy (Malimbus castaneiceps) – gatunek małego ptaka z rodziny wikłaczowatych (Ploceidae). Endemiczny dla wschodniej Afryki, znany tylko ze stanowisk na granicy Kenii i Tanzanii, gdzie występuje na wysokości 250–1500 m n.p.m.

## Systematyka
Gatunek monotypowy. Autorzy Birds of the World, Handbook of the Birds of the World i Międzynarodowy Komitet Ornitologiczny (IOC) zaliczają gatunek do rodzaju Ploceus.

## Morfologia
Długość ciała 14 cm, masa ciała 18–24 g. Obie płci są ubarwione na żółto. Samiec odznacza się rdzawym „nalotem” na głowie i piersi. Samica ma jasną brewkę nad okiem i kreskowanie na grzbiecie.

## Występowanie

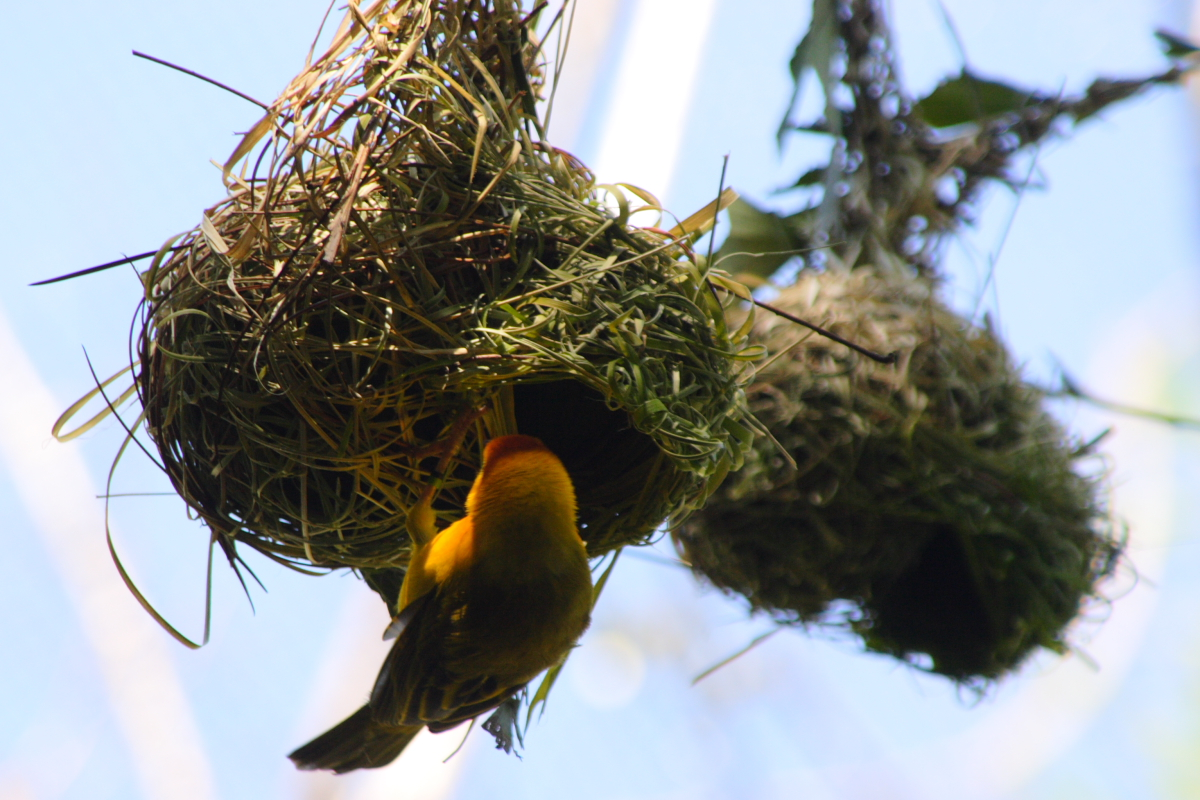
Wikłacz rdzawogłowy na gnieździe (Disney’s Animal Kingdom)

BirdLife International podaje zasięg występowania (EOO) – 53200 km². Wikłacz rdzawogłowy jest gatunkiem stadnym. Zamieszkuje różnorodne tereny drzewiaste, lęgnie się w trzęsawiskach. 

## Status zagrożenia
IUCN uznaje wikłacza rdzawogłowego za gatunek najmniejszej troski (LC – Least Concern) nieprzerwanie od 1988 roku. Liczebność populacji nie została oszacowana, ale ptak ten opisywany jest jako pospolity. Trend liczebności populacji uznawany jest za stabilny.